# Bekkjarvik
Bekkjarvik är en tätort i Austevolls kommun i Vestland fylke i västra Norge. Tätorten hade 386 invånare 1 januari 2011 och ligger vid Bekkjarviksundet på östra sidan av ön Selbjørn. Bekkjarviks kapell ligger här. 

## Geografi
2007 öppnade Austevollsbron och därmed är alla öar i Austevolls kommun sammanlänkade med varann. Denna bro gör att öarna Huftarøy och Hundvåkøy är sammanlänkade med varandra, och det har därför blivit mycket enklare att ta sig till Bekkjarvik. Det går regelbundna båtturer från Bekkjarvik till Bergen, Haugesund och Stavanger. Orten är ett handelscenter med en hel del butiker och en livsmedelsbutik.      

## Historia
Bekkjarvik Gästgiveri är det äldsta huset i Bekkjarvik. Gästgiveriet är fortfarande i bruk . Bekkjarvik Gästgiveri byggdes i slutet på 1600-talet och har tagit emot övernattningsgäster i över trehundra år. Jakt och fiske har alltid varit huvudnäringen i hela området. I Bekkjarvik saltade man sill och exporterade hummer. Här fanns sjöhus, bageri och bränneri och den gamla tunnfabriken har restaurerats. 

## Galleri

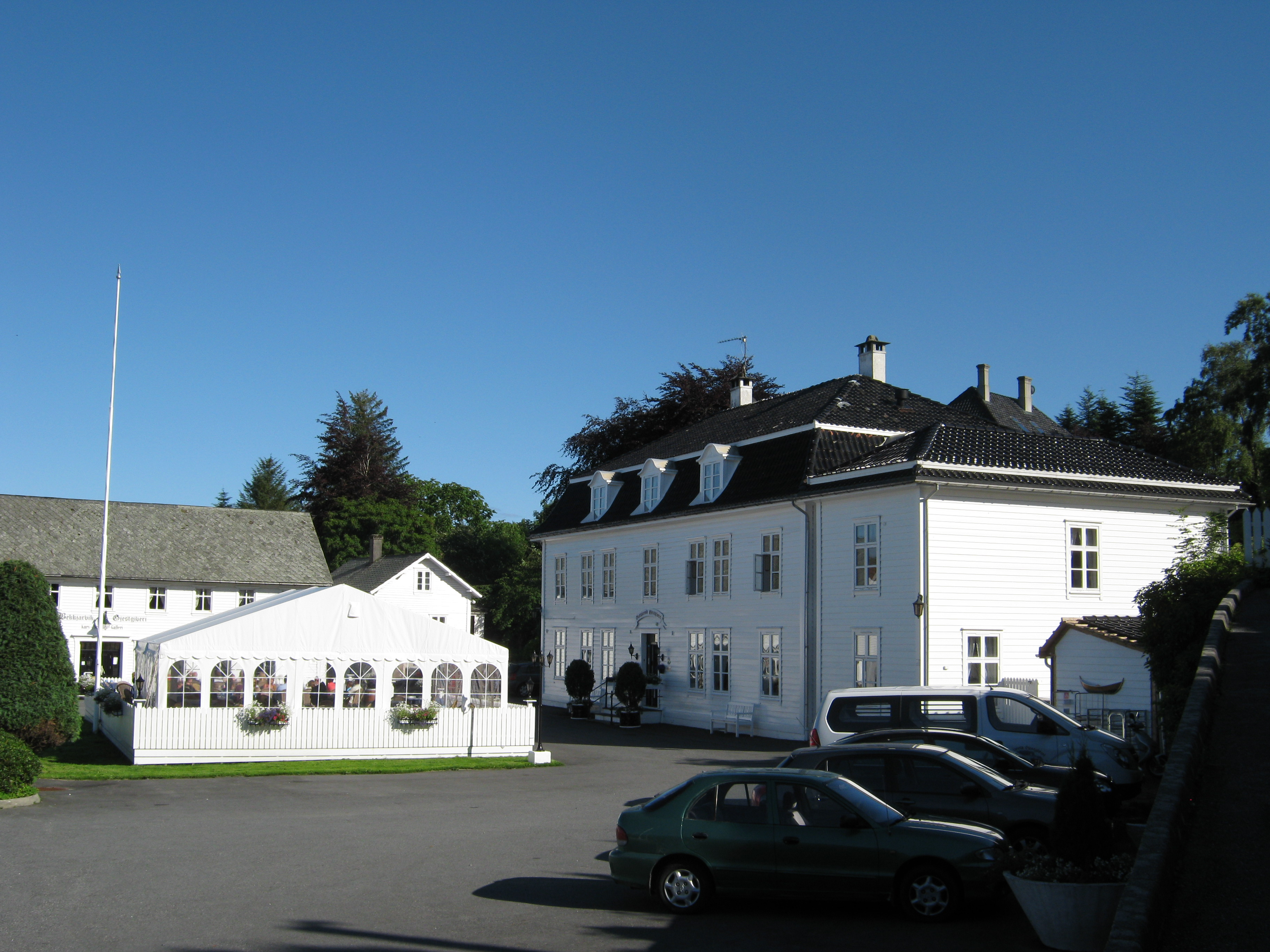
Bekkjarviks gästgiveri.
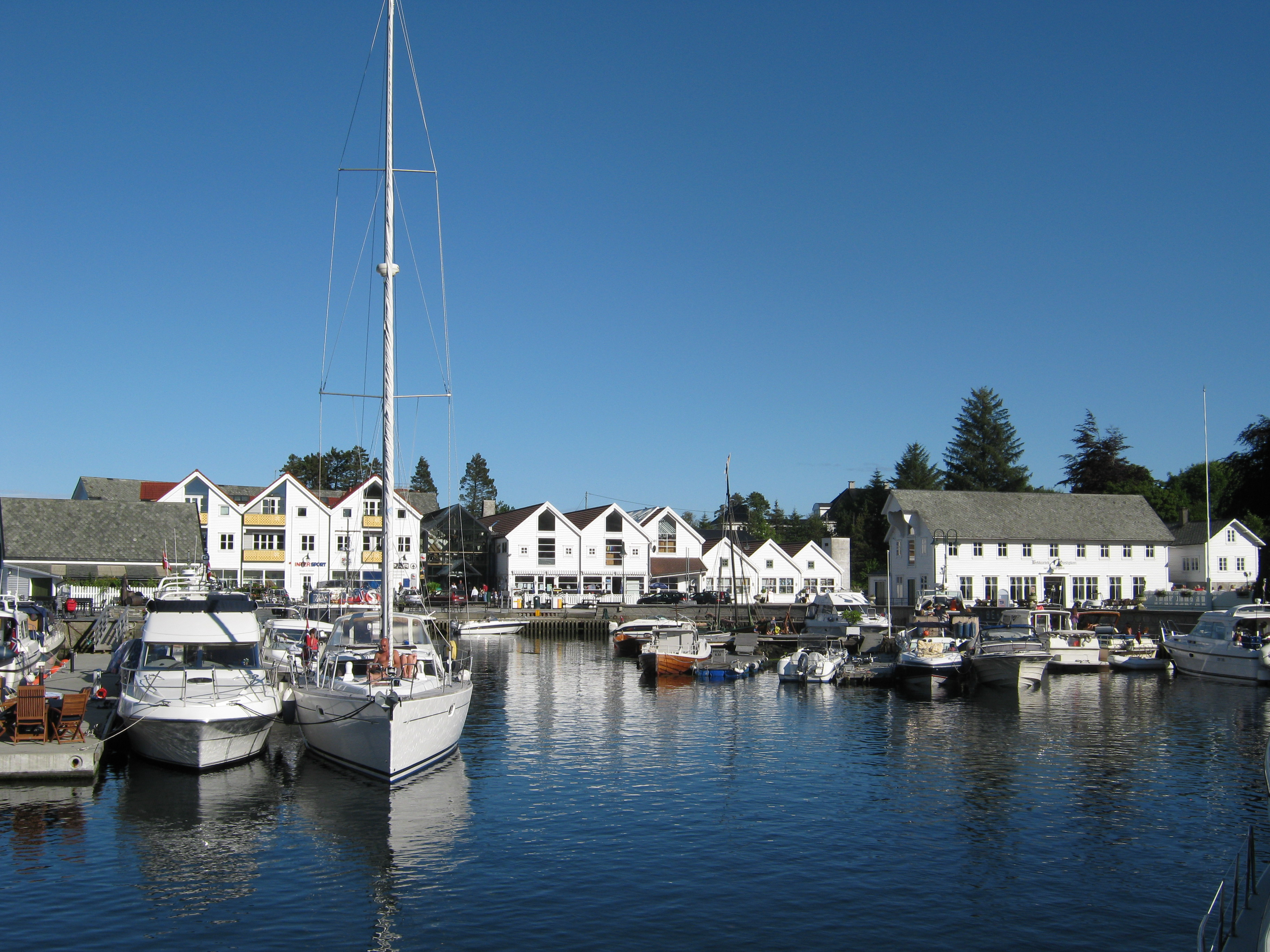
Hamnen i Bekkjarvik.
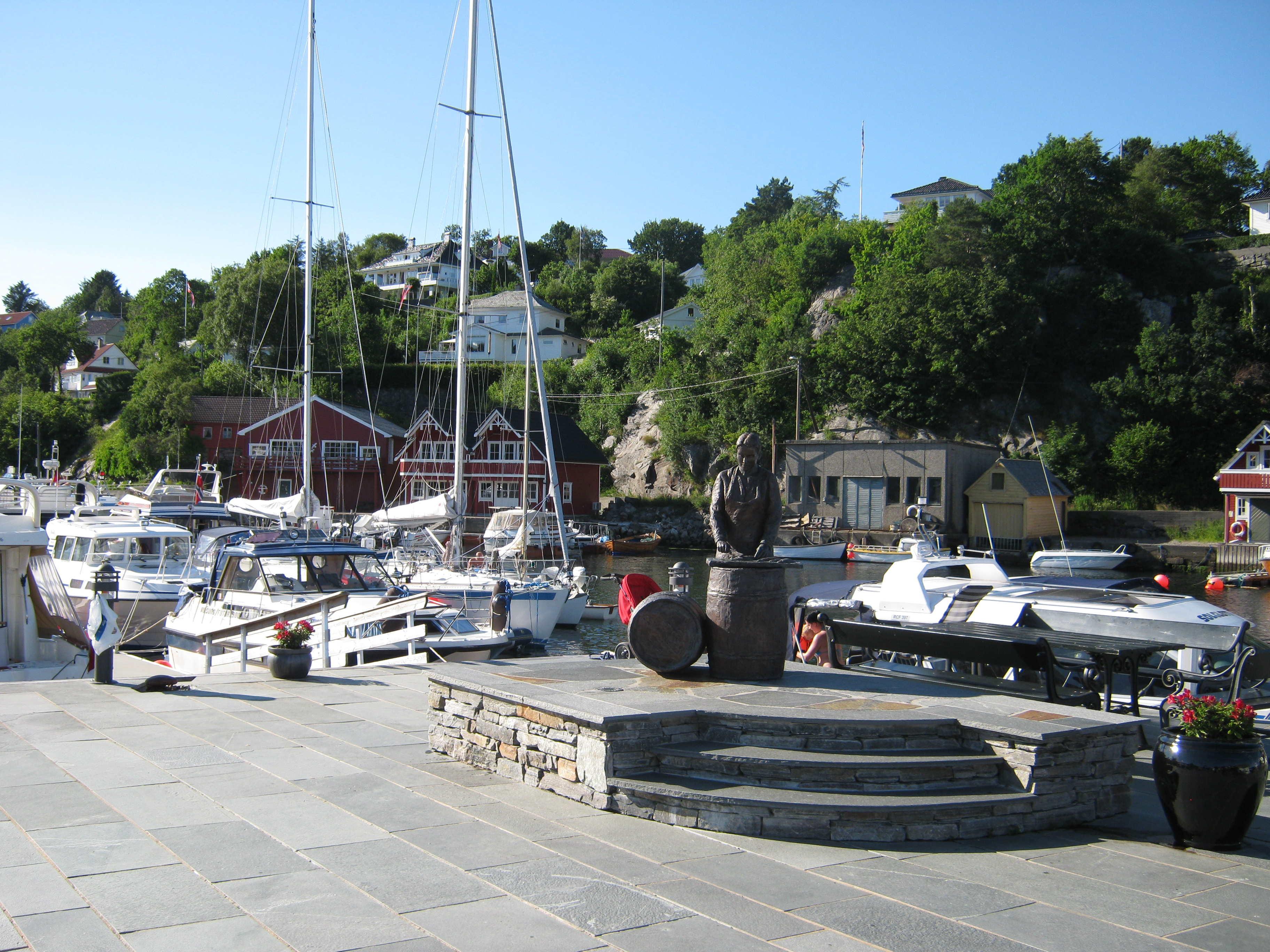
Statyn Sildajento.
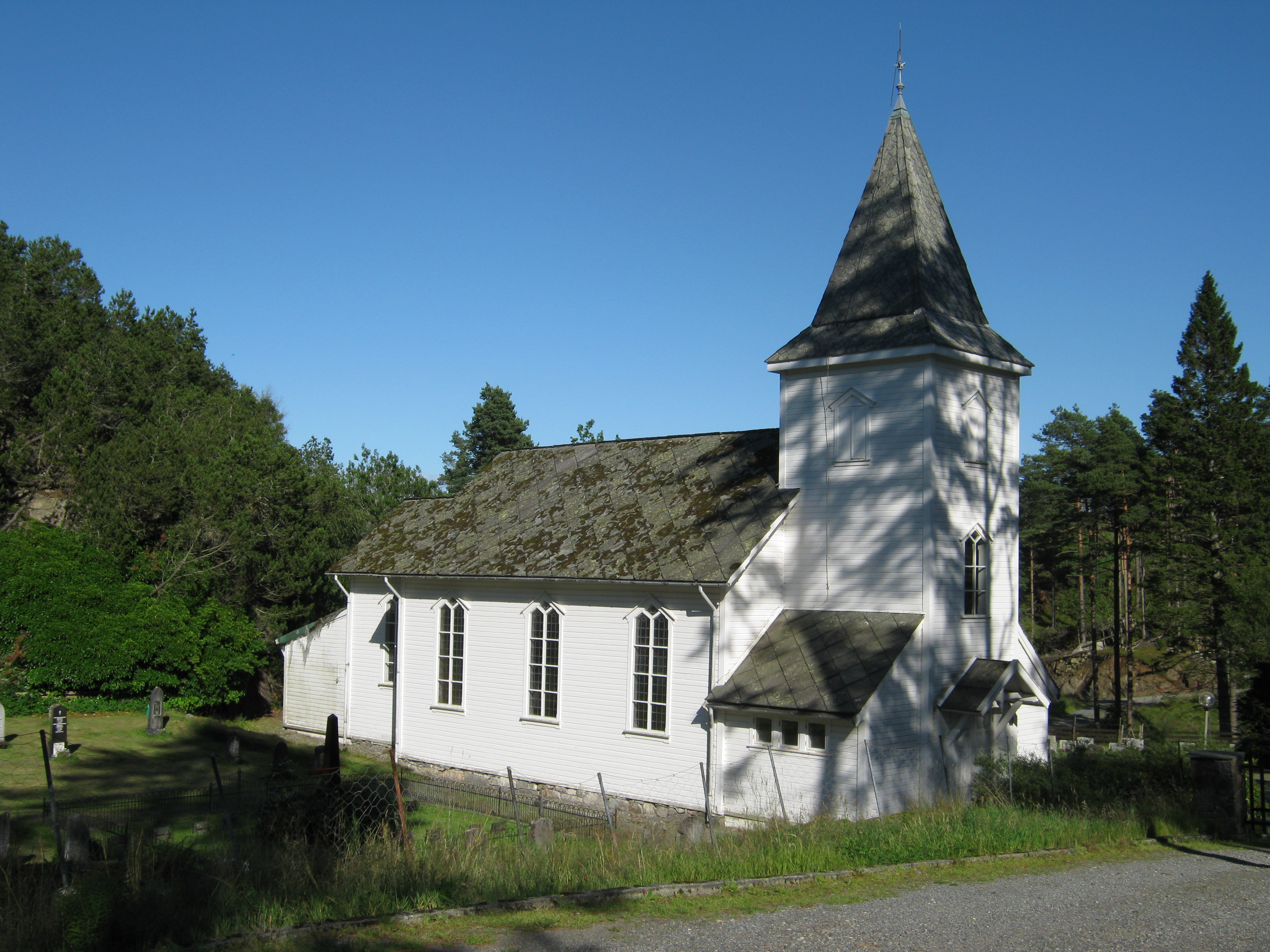
Bekkjarviks kapell.